# Línea 324 (Buenos Aires)
La Línea 324 de colectivos es una línea de transporte automotor urbano. Presta servicio en los partidos de Florencio Varela y Quilmes. La línea es operada por la empresa Micro Ómnibus Primera Junta S.A.

## Historia
El servicio comenzó el 20 de junio de 1936, con el nombre Micro-ómnibus Primera Junta, de la mano del español Abundio Pérez de la Rocha. El viaje iniciaba en la intersección de Mitre y Primera Junta (de ahí el nombre), en la ciudad de Quilmes, y terminaba en la estación ferroviaria Don Bosco, de la ciudad homónima.  
El 16 de noviembre de 1944, Abundio y sus hermanos Bernardino y José, crean la Sociedad Microómnibus Primera Junta S.R.L. para explotar la concesión municipal de la línea 6.
El 27 de marzo de 1953 se incorporan a la sociedad los italianos Bruno, Renzo y Dino Gianoli y el argentino Victorio Larralde. Esa fecha se establece la cabecera de la Línea 6 en la calle Cramer N.º 1115 de la ciudad de Don Bosco.
Dos años después, el día 8 de marzo, la sociedad es adquirida en su totalidad por los argentinos Arturo García y Gabriel Rosales, el portugués José Fontes y el español Miguel Tosar.
El 20 de julio de 1957 pasa a ser una sociedad anónima y su nombre cambia a Micro Ómnibus Primera Junta S.A. Se constituye entonces su primer directorio, conformado por Miguel José Tosar (presidente), Gabriel Rosales (vicepresidente), José Fontes (secretario) y Arturo Tomas García, Juan José Tomasino y Josefa Elena López como vocales. Además se le otorga una nueva numeración a la línea: el 24. Llevaría este número durante poco más de una década, ya que finalmente en 1969 cambia a la denominación actual.
El día 28 de junio del 2012 se produjo un importante anuncio, ya que el entonces presidente de la empresa, Aldo Goffi, le comunicó a la Municipalidad de Florencio Varela que el 2 de julio radicaría en ese distrito la sede principal de la empresa (localizada hasta entonces en el partido de Quilmes). La ubicación es la del predio que la empresa ya poseía en la localidad de Ingeniero Allan.

## Administración
La línea posee dos garajes, uno que se encuentra en la diagonal Los Quilmes entre las calles 1108 y 1110, en Ingeniero Juan Allan, Florencio Varela y otro que esta sobre Ramos Mejía y General Roca, en Don Bosco, Quilmes.

## Ramales y recorridos
A continuación se muestran los ramales de la línea 324

### Ramal 2: Don Bosco - Bosques
Ida. Igual Recorrido a Ramal 1 hasta Av. Yrigoyen:
- Quilmes - Berazategui Oeste: Humberto 1° - Pres. Juan Domingo Perón - Aristóbulo del Valle - Corrientes - Andrés Baranda - Triunvirato - Avenida Calchaquí - Camino General Belgrano - Av. Julieta Lanteri (Calle 21) - Ruta Provincial 36.

- Florencio Varela: Subteniente Juan Omar Abraham - Antonio Luis Beruti - Neuquén - Florentino Ameghino - Río Negro - Florentino Ameghino - Chubut - Aristóbulo del Valle - Dr. Adolfo Gristein - Dr. Salvador Sallares - Batalla de Ituzaingó - Dr. Salvador Sallarés - Almirante Brown - Bartolomé Mitre - Juan Bautista Alberdi - Av. Teniente Gral. Juan Domingo Perón - Perón - Av. Guillermo Hudson.

- Bosques: Tarija - Charcas - Monasterio - Amenábar - Luján - Darío - Pehuajó - Podestá - Capdevila - Manuel de Falla hasta Bragado.

Regreso. Desde M. de Falla y Bragado:
- Bosques: Por Manuel de Falla - Capdevila - Podestá - Pehuajó - Darío - Luján - Trenque Lauquen - Chascomús - Bragado - Luján - Amenábar - Monasterio - Charcas - Tarija - Av. Guillermo Hudson.

- Florencio Varela - Berazategui Oeste: Perón - Coronel Pringles - Perón - Av. Gral. San Martín - Dr. Salvador Sallares - Dr. Adolfo Gristein - Aristóbulo del Valle - Chubut - Florentino Ameghino - Río Negro - Florentino Ameghino - Neuquén - Antonio Luis Beruti - Subteniente Juan Omar Abraham - Ruta Provincial 36 - Av. Julieta Lanteri (Calle 21) - Camino General Belgrano - Puerto Argentino (Calle 101) - López (Calle 6) - Av. Calchaquí.
- Quilmes: Triunvirato - Andrés Baranda - Av. 12 de Octubre - Aristóbulo del Valle - Pres. Juan Domingo Perón - Humberto 1° - Av. Hipólito Yrigoyen - Olavarría - San Martín - Humberto 1° - Av. Hipólito Yrigoyen siguiendo por su recorrido troncal hasta Gral. Roca.

### Ramal 3: Don Bosco - La Carolina

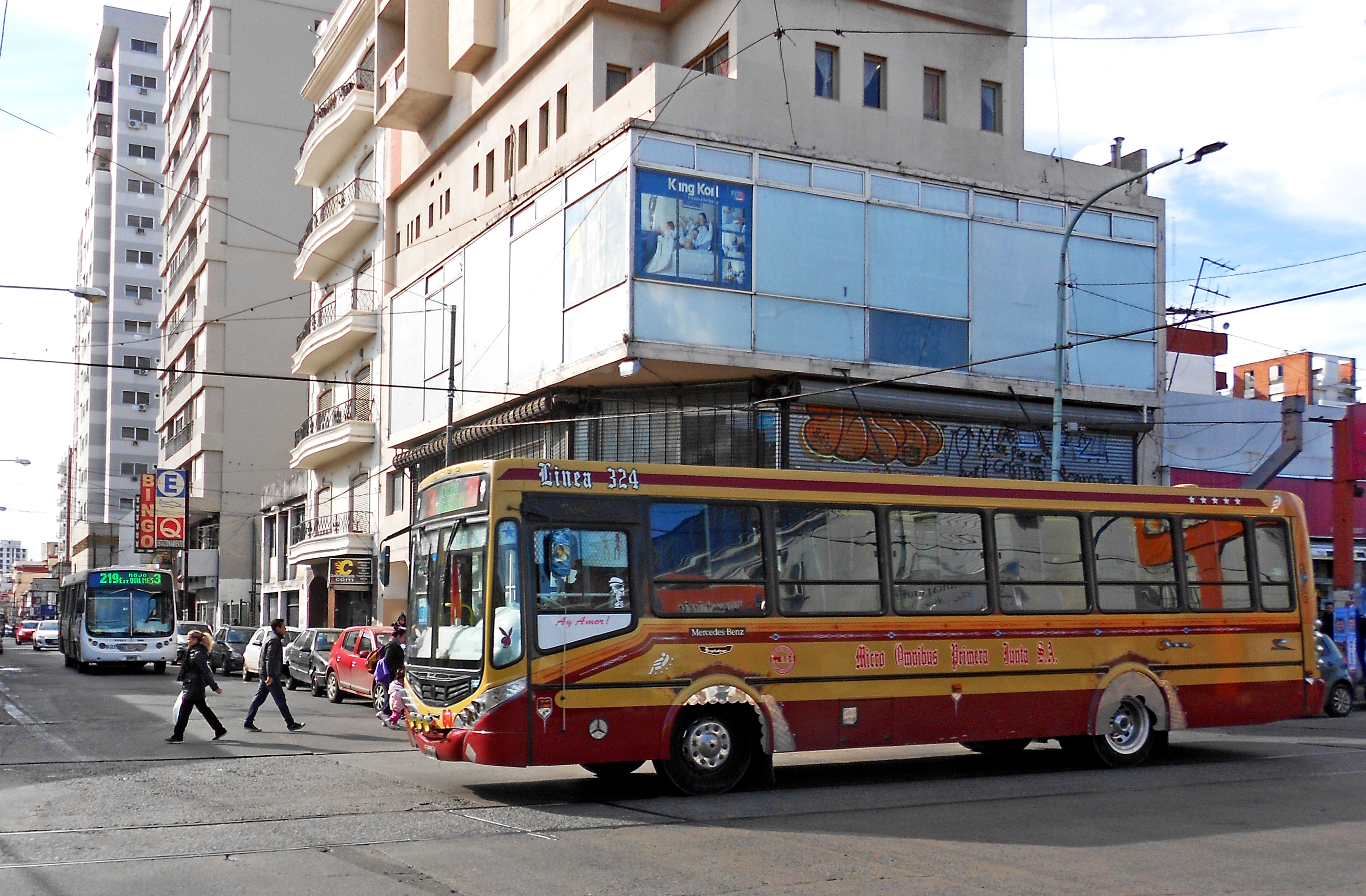
Ramal 3 Don Bosco transitando por la Avenida Yrigoyen, en Quilmes.

Ida. Igual Recorrido a Ramal 1 hasta Av. Yrigoyen:
- Quilmes - Gutiérrez: Humberto 1°, Pres. Juan Domingo Perón, Aristóbulo del Valle, Corrientes, Andrés Baranda, Triunvirato, Avenida Calchaquí, Camino General Belgrano, Av. Illia (Calle 413), Simonutti Norte (Calle 455), Diani (Calle 416), Simonutti (Calle 455), Av. Illia (Calle 413), Rotonda de Alpargatas.

- Ingeniero Juan Allan: Calle 1236, Calle 1211, Calle 1254, Calle 1209, Calle 1282, Calle 1155, Calle 1148, Diagonal Los Tehuelches, Calle 1149, Diagonal Los Quilmes hasta Calle 1108.

Regreso. Desde Diagonal Los Quilmes y Calle 1108:
- Ingeniero Juan Allan - Gutiérrez: Por Diagonal Los Quilmes, Calle 1149, Diagonal Los Tehuelches, Calle 1148, Calle 1155, Calle 1282, Calle 1209, Calle 1254, Calle 1211, Calle 1236, Rotonda de Alpargatas, Av. Illia (Calle 413), Simonutti (Calle 455), Diani (Calle 416), Simonutti Norte (Calle 455), Av. Illia (Calle 413), Camino General Belgrano.

- Berazategui Oeste: Puerto Argentino (Calle 101), López (Calle 6), Av. Calchaquí.
- Quilmes: Triunvirato, Andrés Baranda, Av. 12 de Octubre, Aristóbulo del Valle, Presidente Juan Domingo Perón, Humberto 1º, Av. Hipólito Yrigoyen, Olavarría, San Martín, Humberto 1º, Av. Hipólito Yrigoyen siguiendo por su recorrido troncal hasta General Roca.

### Ramal 3: Auchan - La Carolina
Ida. Desde Supermercado Auchan:

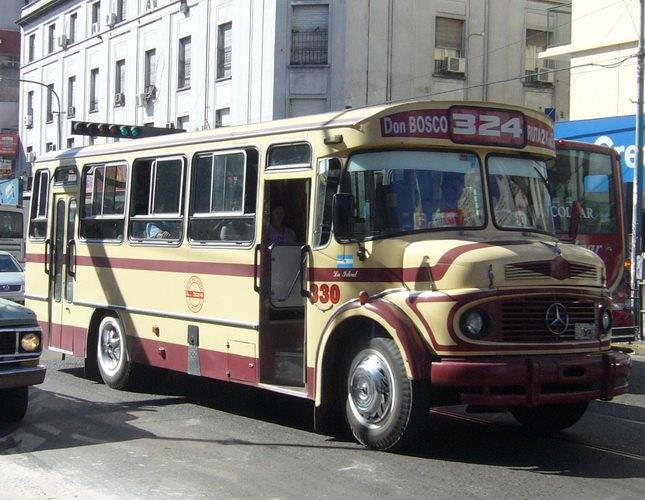
Colectivo de la Línea 324 transitando por Av. Hipólito Yrigoyen

- Sarandí: Por Nicaragua, Acceso Sudeste
- Wilde: Tres Arroyos, Av. Las Flores, Oroño Nicasio.
- Don Bosco: Calle 262, Ramos Mejía, Gral. Roca, José Ingenieros, Uriburu, Aguirre (209 Bis), Cramer.
- Bernal: Tomás Espora, Uriburu, Deán Funes, Lebensohn, Av. Hipólito Yrigoyen.
- Quilmes - Gutiérrez: Humberto 1°, Pres. Juan Domingo Perón, Aristóbulo del Valle, Corrientes, Andrés Baranda, Triunvirato, Avenida Calchaquí, Camino Gral. Belgrano, Av. Illia (Calle 413), Simonutti Norte (Calle 455), Diani (Calle 416), Simonutti (Calle 455), Av. Illia (Calle 413), Rotonda de Alpargatas.

- Ingeniero Juan Allan: Calle 1236, Calle 1211, Calle 1254, Calle 1209, Calle 1282, Calle 1155, Calle 1148, Diagonal Los Tehuelches, Calle 1149, Diagonal Los Quilmes hasta Calle 1108.

Regreso. Desde Diagonal Los Quilmes y Calle 1108:
- Ingeniero Juan Allan - Berazategui Oeste: Por Diagonal Los Quilmes, Calle 1149, Calle 1148, Diagonal Los Yaganes, Calle 1148, Calle 1155, Calle 1282, Calle 1209, Calle 1254, Calle 1211, Calle 1236, Rotonda de Alpargatas, Av. Illia (Calle 413), Simonutti (Calle 455), Diani (Calle 416), Simonutti Norte (Calle 455), Av. Illia (Calle 413), Camino General Belgrano, Ruta Provincial 36.

- Florencio Varela: Los Ángeles, La Paz, Av. Teniente Gral. Perón, Coronel Pringles, Perón, Av. San Martín, 9 de julio de 1816, Bernardo de Monteagudo, Diagonal Granaderos de San Martín, Av. Gral. San Martín, Av. Hipólito Yrigoyen, Arenales, Cruce Varela.

- Berazategui Oeste: Puerto Argentino (Calle 101), López (Calle 6), Av. Calchaquí.
- Quilmes: Triunvirato, Andrés Baranda, Av. 12 de Octubre, Aristóbulo del Valle, Pres. Juan Domingo Perón, Humberto 1°, Av. Hipólito Yrigoyen, Olavarría, San Martín, Humberto 1°, Av. Hipólito Yrigoyen.

- Bernal: Lebensohn, Sáenz Peña, Cramer.
- Don Bosco: Backmas, Chiclana, Ramos Mejía, Calle 262.
- Wilde: Oroño, Bahía Blanca, Ortega, Acceso Sudeste.
- Sarandí: Nicaragua hasta Supermercado Auchan.

### Ramal 5: Don Bosco - Ruta 2 km. 56 (Parque Industrial de La Plata)
Ida. Desde Ramos Mejía y General Roca:
- Don Bosco: Por Gral. Roca, José Ingenieros, Uriburu, Aguirre (209 Bis), Cramer.
- Bernal: Tomás Espora, Uriburu, Deán Funes, Lebensohn, Av. Hipólito Yrigoyen.
- Quilmes: Garibaldi, Moreno, Primera Junta, Triunvirato, Andrés Baranda, Felipe Amoedo, Avenida Calchaquí
- Florencio Varela - Abasto: González Balcarce, Beruti, Av. Hipólito Yrigoyen, Av. Gral. San Martín, Pres. Arturo Illia, 25 de mayo de 1810, Florencio Sánchez, Asunción, Bernardo de Monteagudo, Leandro N. Alem, Av. Gral. San Martín, Dr. Salvador Sallares, Alberdi, Perón, Av. Teniente Gral. Juan Domingo Perón, Ruta Provincial 36, Rotonda de Alpargatas, Ruta Provincial 2, Av. 520 hasta el acceso al Parque Industrial de La Plata.

Regreso. Desde Ruta Provincial N.º 2 km. 56:
- Abasto - Gutiérrez: Por Av. 520, Ruta Provincial 2, Rotonda de Alpargatas, Ruta Provincial 36.
- Florencio Varela: Los Ángeles, La Paz, Av. Teniente Gral. Juan Domingo Perón, Coronel Pringles, Perón, Av. Gral. San Martín, 9 de julio de 1816, Bernardo de Monteagudo, Diagonal Granaderos de San Martín, Av. Gral. San Martín, Av. Hipólito Yrigoyen, Arenales, Cruce Varela.

- Berazategui Oeste: Puerto Argentino (Calle 101), López (Calle 6), Av. Calchaquí.
- Quilmes: Felipe Amoedo, Andrés Baranda, Triunvirato, Primera Junta, Lavalle, Humberto 1°, Av. Hipólito Yrigoyen.
- Bernal: Lebensohn, Sáenz Peña, Cramer.
- Don Bosco: Backmas, Chiclana, Ramos Mejía hasta Gral. Roca.

### Ramal 6: Don Bosco - El Pato

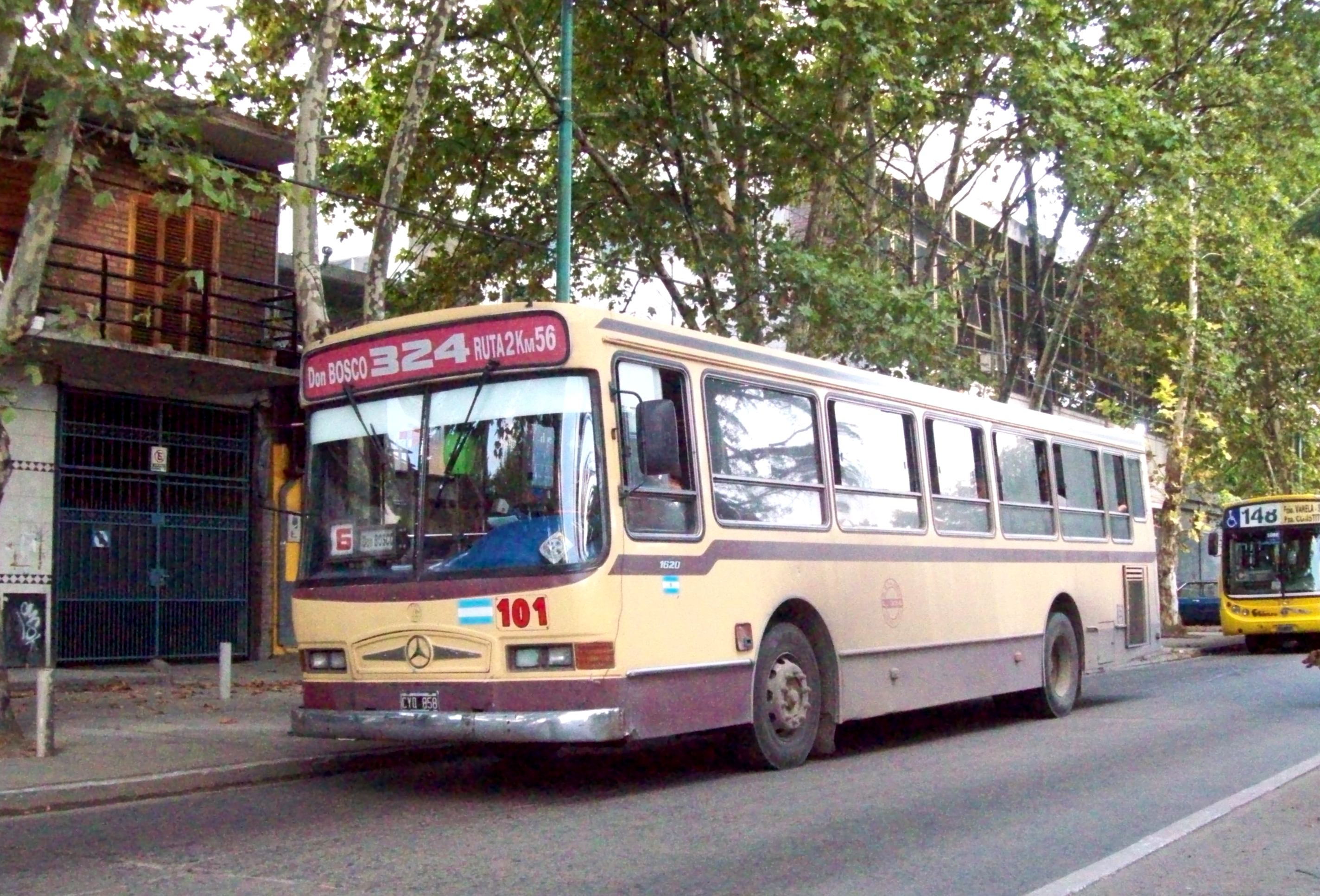
Ramal 6 circulando por la Avenida San Martín, en Florencio Varela.

Ida: Desde Ramos Mejía y General Roca por General Roca, José Ingenieros, Uriburu, Aguirre, Cramer, Espora, Uriburu, Deán Funes, M. Lebensohn, Avenida Hipólito Yrigoyen, Humberto 1º, Presidente Juan Domingo Perón, Aristóbulo del Valle, Avenida Corrientes, A. Baranda, F. Amoedo, Avenida General Mosconi (Ruta Provincial N.º 53), Avenida San Martín (Ruta Provincial N.º 53), Presidente Arturo Illia, 25 de mayo de 1810, F. Sánchez, Asunción B. de Monteagudo, 9 de julio de 1816, Avenida General San Martín (Ruta Provincial N.º 53), Doctor S. Sallares, Alberdi, Avenida Teniente General Juan Domingo Perón, Coronel Pringles, Avenida Teniente General Juan Domingo Perón, (Ruta Provincial N.º 36), rotonda de Alpargatas, Calle 1236, Calle 1211, Calle 1254, Calle 1209, Calle 1282, Ruta Provincial N.º 2 hasta el km. 39 San Antonio M. Zacarías. 
Regreso: Desde Diagonal Los Quilmes y Calle 1108 por Diagonal Los Quilmes, Calle 1149, Calle 1148, Diagonal Los Yaganes, Calle 1148, Calle 1155, Avenida Ingeniero Alan, Diagonal 1, Ruta Provincial N.º 2, rotonda de Alpargatas, Ruta Provincial N.º 36, Los Angeles, La Paz, Avenida Teniente General Juan Domingo Perón, Coronel Pringles, Avenida Teniente General Juan Domingo Perón, Avenida General San Martín, Leandro Nicéforo Alem, B. de Monteagudo, Diagonal Granaderos de San Martín, Avenida General San Martín, Avenida Hipólito Yrigoyen, Arenales, Cruce Varela, Puerto Argentino, E. López, Avenida Calchaquí, F. Amoedo, A. Baranda, Triunvirato, Primera Junta, Lavalle, Humberto 1º, Avenida Hipólito Yrigoyen, M. Lebensohn, Sáenz Peña, Cramer, J. Backmas, Chiclana, Ramos Mejía hasta General Roca.

### Ramal 9: Auchan - Bosques
Ida: Desde el Parque Avellaneda Shopping por Nicaragua, Autopista Juan Domingo Perón (Acceso Sudeste), Tres Arroyos, Las Flores, Oroño, Calle 262, Ramos Mejía, General Roca, José ingenieros, Uriburu, Aguirre, Cramer, Espora, Uriburu, Deán Funes, M. Lebensohn, Hipólito Yrigoyen, Humberto 1º, Presidente Juan Domingo Perón, Aristóbulo del Valle, Corrientes, A. Baranda, Triunvirato, Avenida La Plata, Albert Einstein, Avenida O. Smith, Avenida Calchaquí (Ruta Provincial N.º 36), Bombero Voluntario Senzabello, L. Braille, El Salto, Clorinda, Pilar, Gorriti, Neuquén, F. Ameghino, Río Negro, F. Ameghino, Chubut, Aristóbulo del Valle, Doctor A. Grinstein, Doctor Sallares, Batalla de Ituzaingó, Doctor Sallares, Brown, Contreras, Avenida General San Martín (Ruta Provincial N.º 53), Doctor Sallares, Juan Bautista Alberdi, Avenida Teniente General Juan Domingo Perón, Coronel Pringles, Avenida Teniente General Juan Domingo Perón, Avenida G. Hudson, Tarija, Charcas, Monasterio, Amenábar, Luján, Rubén Darío, Pehuajó, Pablo Podestá, Capdevilla, M. de Falla hasta Bragado. 
Regreso: Desde M. de Falla y Bragado por M. de Falla, Pablo Podestá, Pehuajó, Rubén Darío, Luján, Amenábar, Monasterio, Charcas, Tarija, Avenida G. Hudson, Avenida Teniente General Juan Domingo Perón, Avenida General San Martín (Ruta Provincial N.º 53), Doctor Sallares, Batalla de Ituzaingó, Doctor Sallares, Doctor A. Grinstein, Aristóbulo del Valle, Chubut, F. Ameghino, Río Negro, F. Ameghino, Neuquén, Gorriti, Pilar, Clorinda, El Salto, L. Braille, Bombero Voluntario Senzabello, Avenida Calchaquí (Ruta Provincial N.º 36), Puerto Argentino, E. López, Avenida Calchaquí (Ruta Provincial N.º 36), Avenida O. Smith, Albert Einstein, Avenida La Plata, Triunvirato, A. Baranda, 12 de Octubre, Aristóbulo del Valle, Presidente Juan Domingo Perón, Humberto 1º, Avenida Hipólito Yrigoyen, Olavarría, San Martín, Humberto 1º, Avenida Hipólito Yrigoyen, M. Lebensohn, Sáenz Peña, Cramer, J. Backmas, Chiclana, Ramos Mejía hasta General Roca.

### Ramal 11: Don Bosco - Estación Quilmes
Ida: Desde Ramos Mejía y General Roca por General Roca, José Ingenieros, Uriburu, Aguirre, Cramer, Espora, Uriburu, Deán Funes, M. Lebensohn, Avenida Hipólito Yrigoyen hasta Rivadavia.
Regreso: Desde Est. Quilmes por Avenida Hipólito Yrigoyen, M. Lebensohn, Sáenz Peña, Cramer, J. Backmas, Chiclana, Ramos Mejía hasta General Roca. 

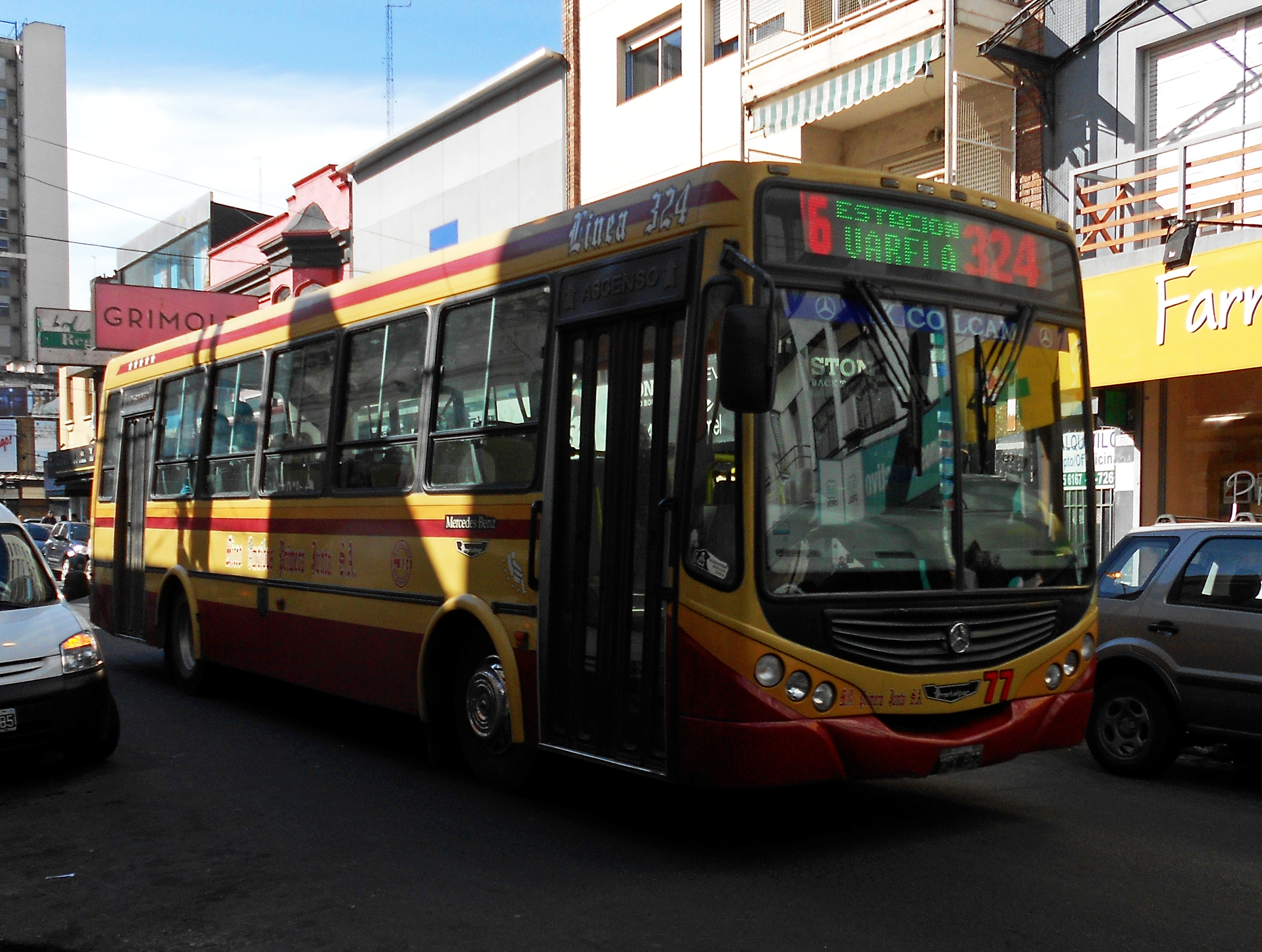
Ramal 16 transitando por la calle Alsina, en Quilmes.

### Ramal 16: Don Bosco - Estación Florencio Varela
Ida: Desde Ramos Mejía y General Roca por General Roca, José Ingenieros, Uriburu, Aguirre, Cramer, Espora, Uriburu, Deán Funes, M. Lebensohn, Avenida Hipólito Yrigoyen, Humberto 1º, Presidente Juan Domingo Perón, Aristóbulo del Valle, Corrientes, A. Baranda, Triunvirato, A. Baranda, Laprida, Avenida La Plata, Gutiérrez, Avenida Calchaquí (Ruta Provincial N.º 36), Camino General Belgrano (Ruta Provincial N.º 14), Avenida Eva Perón, Avenida Teniente General Juan Domingo Perón hasta Pringles. 
Regreso: Avenida Teniente General Juan Domingo Perón y Pringles por Pringles, Bartolomé Mitre, Juan Bautista Alberdi, Avenida Teniente General Juan Domingo Perón, Avenida Eva Perón, Camino General Belgrano (Ruta Provincial N.º 14), Avenida Calchaquí (Ruta Provincial N.º 36), Gutiérrez, Joaquín V. González, Laprida, A. Baranda, Avenida 12 de Octubre, Aristóbulo del Valle, Presidente Juan Domingo Perón, Humberto 1º, Avenida Hipólito Yrigoyen, Olavarría, San Martín, Humberto 1º, Avenida Hipólito Yrigoyen, M. Lebensohn, Sáenz Peña, Cramer, J. Backmas, Chiclana, Ramos Mejía hasta General Roca.